# Al Hirt

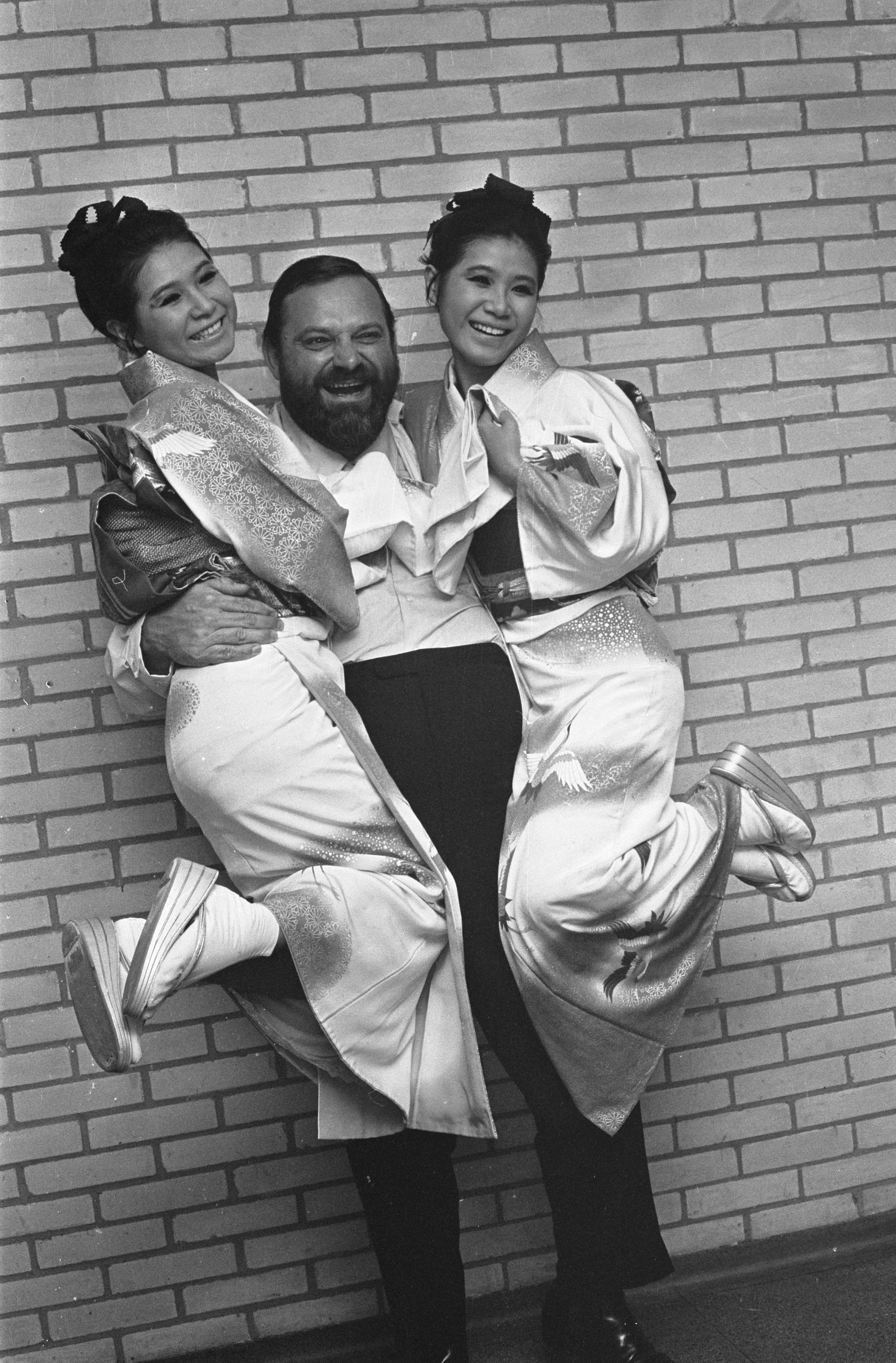
Al Hirt (midden) met het Japanse duo The Peanuts bij het Grand Gala du Disque van 1966

Al Hirt, voluit Alois Maxwell Hirt, (New Orleans, 7 november 1922 - aldaar, 27 april 1999) was een populaire Amerikaanse trompetspeler en orkestleider.
Hij was de zoon van een politieman en kreeg zijn eerste trompet op zijn zesde jaar. Hij werd beroeps op zijn zestiende. In 1940 ging hij studeren aan het muziekconservatorium van Cincinnati. Na de Tweede Wereldoorlog, waarin hij in Amerikaanse legerbands speelde, werkte hij in een aantal Swing-bigbands, onder meer bij Tommy Dorsey en Benny Goodman. Later keerde hij terug naar zijn geboortestad New Orleans, waar hij in verschillende Dixielandgroepen speelde, maar hij beperkte zich niet tot dat genre. In 1950 vormde hij zijn eigen band. De volgende jaren speelde hij vooral in en rond New Orleans, en bracht enkele Dixielandalbums uit. 
In 1960 speelde hij met zijn groep de Dixieland Six in Las Vegas, waar hij de aandacht trok van Dinah Shore die hem liet optreden in haar televisieshow. Zo kreeg hij een contract bij het platenlabel RCA Victor, die van hem de volgende jaren een lange reeks langspeelplaten uitbracht. 22 albums van Hirt werden genoteerd in de Billboard Top-LP-lijst. In de jaren 1960 was hij naast Herb Alpert de populairste trompettist in de Verenigde Staten. Zijn albums Honey in the Horn en Cotton Candy werden gouden platen en behoorden tot de meest verkochte albums in 1964, en zijn single "Java" (een compositie van Allen Toussaint) bereikte dat jaar het nummer 4 in de Billboard-hitparade. Voor die opname kreeg hij ook een Grammy Award.
Al Hirt speelde het thema van de televisieserie The Green Hornet, een arrangement van Billy May gebaseerd op Nikolaj Rimski-Korsakovs De vlucht van de hommel, en waarin Hirt zijn technisch meesterschap kon tonen. Het nummer is ook te horen op de soundtrack van de film Kill Bill van Quentin Tarantino uit 2003. 
In 1987 speelde Hirt een solo-uitvoering van "Ave Maria" voor het bezoek van Paus Johannes Paulus II aan New Orleans.
Hirt stierf in 1999 aan een leverziekte.
- Biblioteca Nacional de España: XX1415466
- Bibliothèque nationale de France: cb13943423f (data)
- Gemeinsame Normdatei: 134407008
- International Standard Name Identifier: 0000 0000 7975 6062
- Library of Congress Control Number: n91062938
- MusicBrainz: d14ab1ae-0400-4345-9f5b-6083110a5c7a
- Nationale Bibliotheek van Tsjechië: xx0096258
- Nationale Bibliotheek van Israël: 987007271242505171
- Nederlandse Thesaurus van Auteursnamen: 072628618
- SNAC: w6wj4s47
- Système universitaire de documentation: 079000975
- Virtual International Authority File: 54337519
- WorldCat: E39PBJxrTXHdgm8PP7Rmc7VV4q